# Paraclius obtusus
Paraclius obtusus är en tvåvingeart som beskrevs av Hardy 1939. Paraclius obtusus ingår i släktet Paraclius och familjen styltflugor. Inga underarter finns listade i Catalogue of Life.